# Schachtanlage Asse

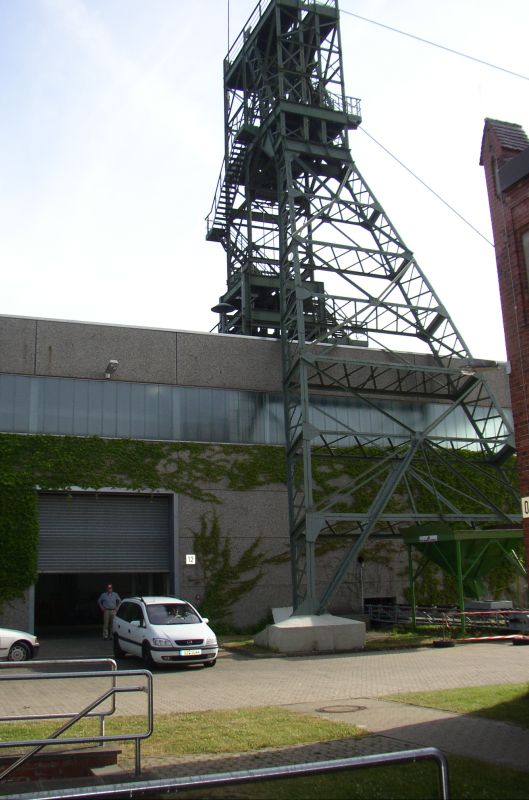
Fördergerüst des Schachts Asse II

Schnittzeichnung durch den Asse-Salzsattel und das Grubengebäude der Anlage

Die Schachtanlage Asse ist ein ehemaliges Salzbergwerk in Niedersachsen, das ab 1965 als Forschungsbergwerk betrieben wurde und auf dem zwischen 1967 und 1978 die Endlagerung radioaktiver Abfälle großtechnisch erprobt und praktiziert wurde.
Das Bergwerk liegt im gleichnamigen Höhenzug Asse zehn Kilometer südöstlich von Wolfenbüttel. Nach dem älteren ihrer zwei Tagesschächte, abgeteuft 1906, wird die gesamte Anlage auch Asse II genannt.
Die Anlage wurde seit 1965 im Auftrag des Bundes (Physikalisch-Technische Bundesanstalt) von einer Forschungseinrichtung betrieben, die anfänglich Gesellschaft für Strahlenforschung mbH (GSF) hieß und nach mehreren Namensänderungen jetzt als Helmholtz Zentrum München (HMGU) firmiert. Die Forschungsarbeiten zur Endlagerung radioaktiver Abfälle liefen 1995 aus. Von 1995 bis 2004 wurden verbliebene Hohlräume aus dem ehemaligen Salzabbau verfüllt. 2007 wurde die endgültige Schließung beantragt. Das Schließungskonzept war politisch umstritten; die Entscheidung stand unter Zeitdruck, da die bergmechanische Stabilität des Grubengebäudes nur auf wenige Jahre gesichert schien.
Nach Presseberichten über radioaktiv kontaminierte Salzlauge im Jahr 2008 wurde dem Betreiber vorgeworfen, die Aufsichtsbehörden unzureichend informiert zu haben. Dies wurde später amtlich bestätigt. Um die Anlage atomrechtlich angemessen schließen zu können, wird sie nicht mehr nach Bergrecht, sondern seit dem 1. Januar 2009 als ein Endlager nach Atomrecht betrieben. Deshalb war ab diesem Zeitpunkt das Bundesamt für Strahlenschutz (BfS) als Betreiber für den Betrieb und die Stilllegung der Anlage verantwortlich. Durch den Wechsel des Betreibers fiel die politische Zuständigkeit vom Bundesministerium für Bildung und Forschung an das Bundesministerium für Umwelt, Naturschutz und nukleare Sicherheit. Der neue Betreiber verwarf das Schließungskonzept seines Vorgängers, führte einen Vergleich dreier Optionen zum Umgang mit den eingelagerten Stoffen durch und stellte im Januar 2010 einen Plan zur Rückholung der eingelagerten Abfälle vor. Seit 2017 ist die Bundesgesellschaft für Endlagerung (BGE) Betreiber der Anlage.

## Standort und Betrieb als Salzbergwerk 1906 bis 1964
Die Salze der Asse wurden in der Zechsteinzeit, vor 250 bis 230 Millionen Jahren, aus dem Meer ausgeschieden (Barrentheorie). Die ehemals flach gelagerten Schichten wurden tektonisch vor etwa 110 Millionen Jahren zum heutigen Assesattel aufgefaltet. Während die flacher einfallende Nordflanke aus den Deckgebirgsschichten von unterem Buntsandstein bis zur Tagesoberfläche hochgedrückt worden ist, besteht die steilstehende Südflanke aus Sedimenten des Oberen Buntsandsteins und Muschelkalks und den zeitlich darauffolgenden Deckgebirgsschichten.

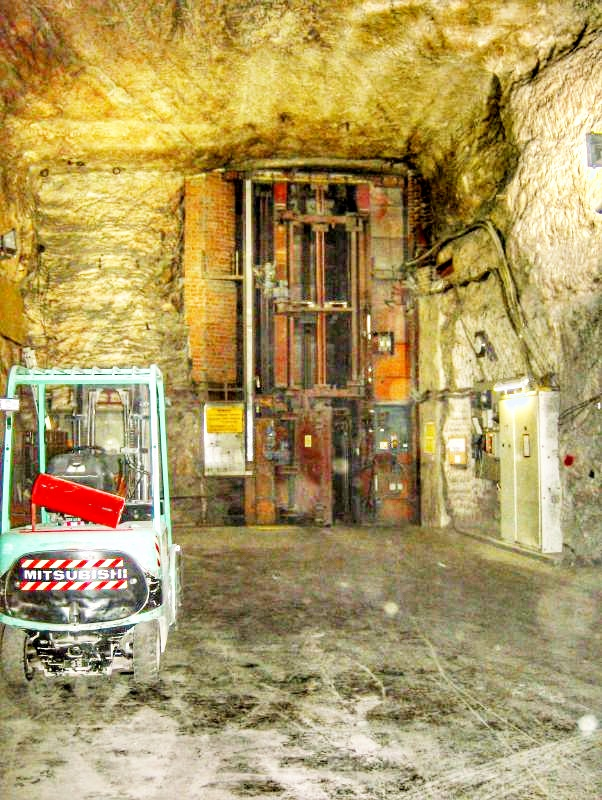
Füllort des Schachts Asse II ca. 490 m unter der Erdoberfläche

In der bergmännischen Geschichte der Asse wurde zunächst das Kali-Salz Carnallit abgebaut, später dann Steinsalz. Besonders intensiver Abbau wurde in der Südwestflanke, in der die Schichten des Deckgebirges steil stehen, betrieben. Diese Eingriffe haben den Spannungszustand des Salzsattels beeinträchtigt. Umlagerungen führten hier und im Deckgebirge zu Verformungen, welche sich bis hinauf zur Tagesoberfläche durchpausen.
In den Jahren 1894 und 1895 wurden erstmals drei Tiefbohrungen durchgeführt, bei denen in 296 m Teufe Salzvorkommen angetroffen wurden. Im Bergwerk Asse I bei Wittmar wurde ab 1899 Kali abgebaut. Im Herbst 1905 kam es zum Laugenzufluss aus einem gegen den Salzton getriebenen Vorbohrloch, der so stark zunahm, dass die Grube 1906 aufgegeben werden musste.
Zwischen 1906 und 1908 wurde 1,4 Kilometer entfernt auf der Flur von Remlingen der Schacht Asse II bis zu einer Tiefe von 765 m abgeteuft. Es wurden drei Baufelder angelegt: Im Norden für den Abbau von Carnallit (1 Mio. m3 Ausbruch, 1909–1925), im Süden für Jüngeres (Leine-)Steinsalz (3,4 Mio. m3, 1916–1964), und in größerer Tiefe im Kern des Salzstocks für Älteres (Staßfurt-)Steinsalz (0,5 Mio. m3, 1927–1964). Der Steinsalzabbau auf Asse II endete 1964. Ein Teil des Ausbruchs ist sofort wieder versetzt worden; es verblieb ein Hohlraumvolumen von gut drei Millionen Kubikmetern. An einigen Stellen beträgt die Salzbarriere zum Deckgebirge nur noch wenige Meter. In den 1920er Jahren ist feuchter Versatz in die Kali-Abbaue eingebracht worden; daher scheint der überwiegende Teil des derzeit im Salzstock befindlichen Wassers zu stammen, das sich auf dem Boden der Sohlen sammelt und, wo diese Gefälle haben, in sogenannte Sümpfe abfließt.
Der Schacht 3 (Asse III) bei Klein Vahlberg wurde ab 1911 angelegt, da die Bergbehörde aus Sicherheitsgründen einen zweiten Schacht verlangte. Während der Arbeiten hatte die Anlage starke Laugenzuflüsse und geriet dreimal unter Wasser. Dadurch wurde die eigentliche Salzförderung erst gar nicht begonnen. Nach dem Ersten Weltkrieg wurden die Arbeiten fortgesetzt und erreichten im Jahre 1923 die Endtiefe von 728 m. 1924 wurde der Schacht auf Grund des Kali-Wirtschaftsgesetzes, unter anderem durch den Einbruch der Kalinachfrage, stillgelegt.
Asse IV ist ein zweiter Tagesschacht des Bergwerks Asse II und liegt in unmittelbarer Nähe von Schacht II. Er wurde durch Aussolung erstellt und ist aufgrund seines geringen Durchmessers nur für Personen-Seilfahrt geeignet.

## Einlagerungsphase 1965 bis 1978

### Zielsetzung
Als in den 1960er Jahren die ersten deutschen Kernkraftwerke geplant wurden, war klar, dass man nach einer Abklingzeit von einigen Jahrzehnten ein Endlager für hochradioaktive Abfälle brauchen würde. In der Internationalen Konferenz über die Beseitigung radioaktiver Abfallprodukte in Monaco wurde erstmals diskutiert, dass radioaktive Produkte in fester Form oder in Behältern verschlossen, in künstlichen oder natürlichen Kavernen im Erdreich gelagert werden könnten. Aufgrund der geologischen Voraussetzungen in Deutschland galt die Einlagerung in Salzstöcken als aussichtsreichste Option. Es herrschte große Zuversicht, innerhalb weniger Jahrzehnte ein Endlager in Betrieb nehmen zu können. Als Standort wurde schon damals Gorleben vorgeschlagen. Als Prototyp für das Endlager und zur Klärung der noch offenen technischen Fragen erwarb die GSF 1965 im Auftrag des Bundes das soeben stillgelegte Bergwerk Asse II von der damaligen Eigentümerin, der Wintershall, zu einem Preis von 700 000 DM.

„Ziel war es, für ein geplantes Endlager im Salzstock Gorleben die entsprechenden Techniken und die wissenschaftlich-technischen Daten zu ermitteln und bereitzustellen. Der Salzstock Gorleben war in der Eignungsuntersuchung. Wir von der GSF sollten im Forschungsbergwerk Asse die entsprechenden Technologien und wissenschaftlichen Untersuchungen durchführen.“

Obwohl die Problematik von eindringendem Wasser bekannt war, scheiterten Kläger vor Gericht mit ihren Bedenken, und das Bergwerk Asse II wurde als „trocken“ und für „geeignet zur Einlagerung von radioaktiven Abfällen“ erklärt. So verkündete 1972 der damalige Staatssekretär im Bundeswissenschaftsministerium Klaus von Dohnanyi:

„Das Eindringen von Wasser kann mit an Sicherheit grenzender Wahrscheinlichkeit ausgeschlossen werden.“

Anlässlich einer Fachbesichtigung im Jahre 1964 hieß die Formulierung:

„[…] Auf der 750 m-Sohle befindet sich ein Sammelbecken für magnesiumhaltige Lauge, die in geringer Menge, 700 l/Tag, aus alten Carnallit-Abbauen zufließt, und ein Behälter zum Auffangen des Tropfwassers aus dem Schacht. […] Nach Angabe von Prof. Mohr kann der Wasserzulauf durch Zementieren eingedämmt werden. […]“

### Anfängliche Kostenschätzung
Bereits Ende der 1960er Jahre wurde die damalige Asse-Betreibergesellschaft durch die AEG (bis 1978 selbst Hersteller von Atomkraftwerken und damit für seine Kunden) um eine Stellungnahme zur Endlagerbefähigung und zur Größenordnung der zukünftigen Entsorgungskosten gebeten. Im Antwortschreiben teilte diese mit, pro Jahr 300 Fässer problemlos abnehmen zu können, die Kosten noch nicht verbindlich mitteilen zu können, um dann fortzufahren:

„Wir schätzen jedoch, dass die Kosten [...] sich pro 200-Liter-Fass um DM 100 bewegen werden.“

Die GSF signalisierte gleichzeitig, „dass der zukünftige Preis für die Einlagerung radioaktiver Abfallstoffe nicht streng nach üblichen kaufmännischen Grundsätzen errechnet wird“ und somit die tatsächlichen Kosten der Einlagerung des Atommülls den Kraftwerksbetreibern nicht in Rechnung gestellt werden würden. Der Briefwechsel zwischen der GSF und der AEG zeigt zusätzlich, dass die Asse explizit auf Bitten der Industrie als Endlager genutzt wurde und nicht allein aus staatlichem Betreiben.

### Einlagerungsinventar
Den Einlagerungsgenehmigungen entsprechend wurde in der Asse ausschließlich schwach- und mittelradioaktiver Abfall, definiert als Abfall ohne nennenswerte Wärmeentwicklung, eingelagert. Jährlich sollten 16.600 bis 33.200 m³, insgesamt 200.000 bis 480.000 m³ (Stand: 1988) eingelagert werden können. Von 1967 bis 1975 wurden dabei keine Gebühren erhoben. In dieser Zeit wurde etwa die Hälfte aller Gebinde eingelagert. Ab Dezember 1975 galt dann die Gebührenregelung für die Lagerung von schwach- und mittelradioaktiven Abfällen im Salzbergwerk Asse. Bis zum Ende der Einlagerung erzielte man Einnahmen in Höhe von rund 900.000 Euro.
Für die Sanierung sind Kosten in Höhe von 2 Milliarden Euro eingeplant; Experten-Schätzungen reichen allerdings bis zu 6 Milliarden Euro.
Die gesamte Zugangsdokumentation wurde nach öffentlichen Spekulationen über eine angebliche Einlagerung hochradioaktiven Materials im August 2008 nochmals überprüft. Dem Statusbericht zufolge wurden in der Asse eingelagert:
1. 125.787 Gebinde mit schwachradioaktiven Abfällen, eingelagert zwischen 1967 und 1978 in verschiedenen Kammern in 750 Metern Tiefe. Die Gebinde sind überwiegend Metallfässer mit Volumina von 100 bis 400 Litern oder Betongefäße. Die deklarierte Gesamtaktivität zum Zeitpunkt der jeweiligen Einlagerung betrug 1,8·1015 Bq. Rund 50 % der Gebinde stammen aus der Wiederaufarbeitungsanlage des seinerzeitigen Kernforschungszentrums Karlsruhe, 20 % aus Kernkraftwerken, 10 % aus der seinerzeitigen Kernforschungsanlage Jülich. Die Gebinde enthalten typischerweise Misch- und Laborabfälle, Bauschutt, Schrott, Filterrückstände und Verbrennungsrückstände. Flüssigkeiten wie Verdampferkonzentrate, Schlämme, Öle, Harze und Lösemittel mussten in Feststoffe gebunden sein. Nach Aussagen ehemaliger Mitarbeiter wurden jedoch in der Anfangszeit teilweise auch Fässer mit flüssigen Abfällen angenommen und eingelagert.[19] Zufuhrkammer über der Kammer 8a. Durch den Schieber im Boden wurden die Fässer mit mittelaktivem Abfall in die Kammer 8a abgelassenSteuerpult der Krananlage für das Ablassen der Fässer mit mittelaktivem Abfall. Der Bildschirm rechts bot einen Blick in die Kammer 8a

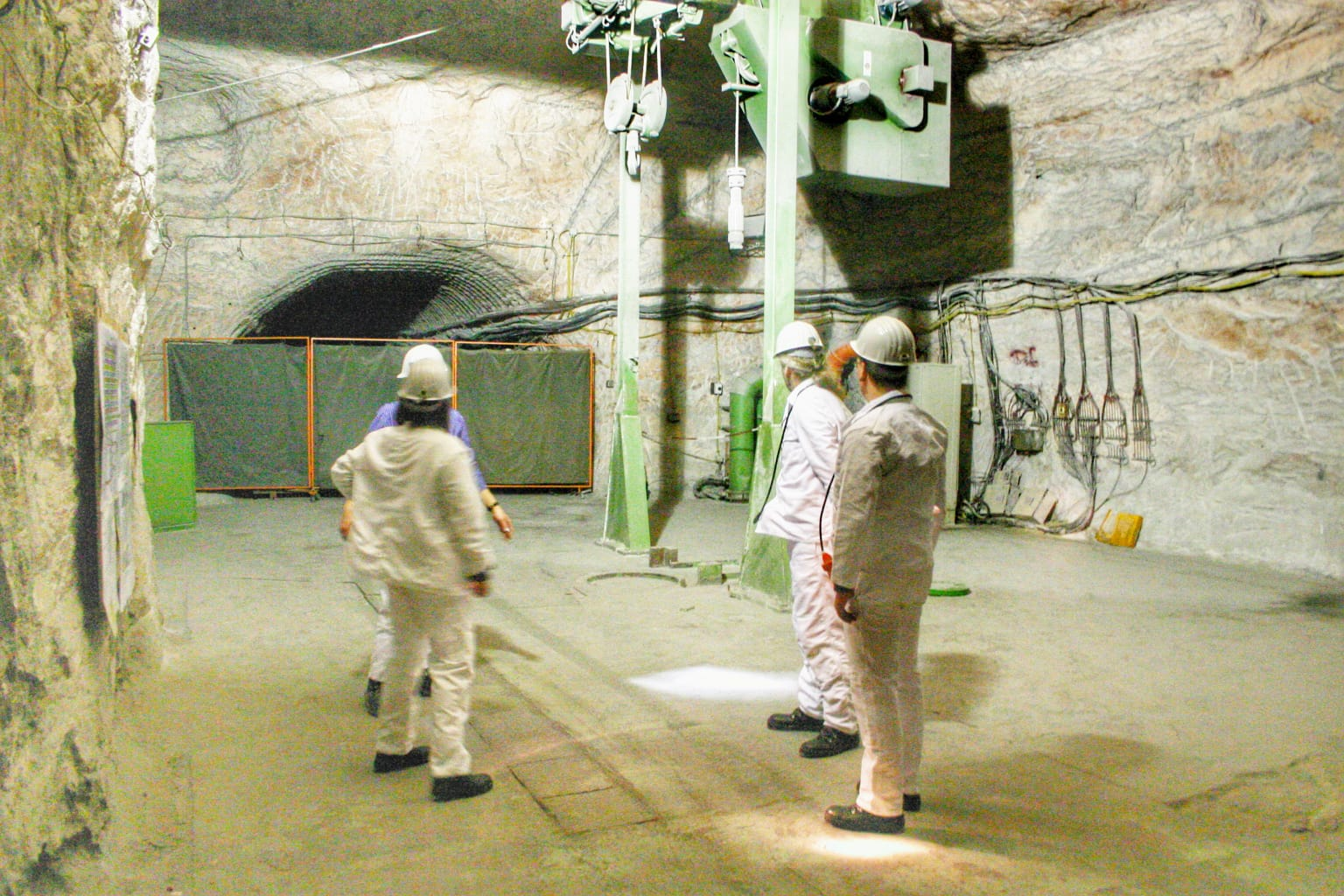
Zufuhrkammer über der Kammer 8a. Durch den Schieber im Boden wurden die Fässer mit mittelaktivem Abfall in die Kammer 8a abgelassen

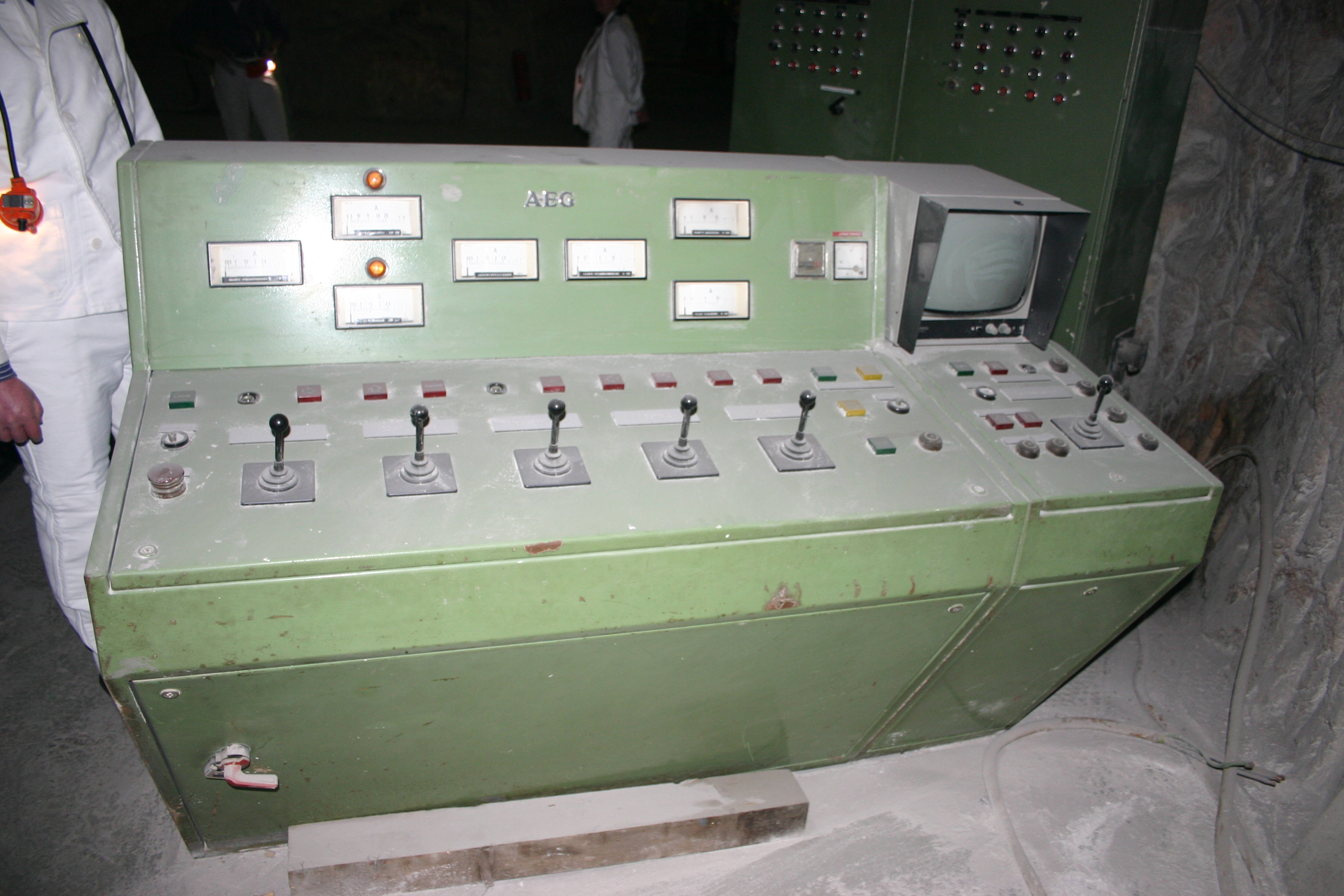
Steuerpult der Krananlage für das Ablassen der Fässer mit mittelaktivem Abfall. Der Bildschirm rechts bot einen Blick in die Kammer 8a

2. 1293 Gebinde mit mittelradioaktiven Abfällen, eingelagert zwischen 1972 und 1977 in Kammer 8a auf der 511-Meter-Sohle. Als Gebinde waren nur 200-Liter-Rollreifenfässer zugelassen, und die Abfallstoffe mussten in Beton oder Bitumen fixiert sein. Die deklarierte Gesamtaktivität zum Zeitpunkt der jeweiligen Einlagerung betrug 2,8·1015 Bq. Über 97 % der Gebinde (und damit über 90 % des gesamten Aktivitätsinventars der Asse) stammen aus der Wiederaufarbeitungsanlage Karlsruhe. Ein Teil der Karlsruher Fässer enthält Abfälle aus der Wiederaufarbeitung selbst und damit auch spaltbares Material. Hierfür galten Grenzwerte von 200 g 235U, 15 g 233U und 15 g 239Pu pro Fass. Diese Grenzwerte wurden nicht annähernd erreicht; die Maximalwerte betrugen 24 g 235U, 5,7 g Pu und weniger als 1 g 233U pro Fass. Somit wurde abgeschätzt, dass auf der 511-Meter-Sohle weniger als 25 kg Uran und 6 kg Plutonium lagerten.[20][21] Im August 2009 gab das Bundesministerium für Umwelt, Naturschutz und Reaktorsicherheit bekannt, dass aufgrund eines „Übertragungsfehlers“ die registrierte Menge Plutonium viel zu gering angegeben wurde und tatsächlich etwa 28 kg Plutonium eingelagert worden seien.[22][23] Eine erneute Überprüfung des Inventars zeigt 2010 insgesamt 14.800 undeklarierte Fässer. Nicht wie bisher angenommen ca. 1.300, sondern 16.100 Abfallbehälter sind mit mittelradioaktivem Müll eingelagert.[24]

Bei der Bewertung der in der Asse eingelagerten Aktivität von 4,6·1015 Bq muss berücksichtigt werden, dass der größte Teil der radiologisch besonders wirksamen und langlebigen Alphastrahler in den schwach radioaktiven Abfällen vorkommt. Deshalb sind die schwachaktiven Abfälle von besonderer Bedeutung für die Langzeitsicherheit und bereiten die größten Probleme. Die mittelaktiven Abfälle enthalten überwiegend relativ kurzlebige Radionuklide, die für die Langzeitsicherheit von geringerer Bedeutung sind, bei Handhabung und Umgang jedoch größere Probleme (notwendige Abschirmung) mit sich bringen.
Über 25 % der Gebinde stammt aus dem letzten Einlagerungsjahr 1978, zu einem Zeitpunkt also, als das Ende der Einlagerung schon absehbar war. Ende 1978 war Deutschland über Tage nahezu frei von schwach- und mittelradioaktiven Abfällen, da sämtliche potentiellen Anlieferer den noch genehmigten Zeitraum für die Annahme der Abfälle auf der Asse ausnutzten. Da das Bergwerk nicht als Endlager genehmigt werden konnte, wurden seitdem keine radioaktiven Stoffe mehr eingelagert.

### Einlagerungsmethode
Die Metallfässer, in denen der Abfall angeliefert wurde, wurden stets nur als Transportbehälter, nicht aber als dauerhafte Barriere angesehen. Die Korrosion von Metallfässern in salziger Umgebung ist je nach Feuchtigkeit nur eine Frage von wenigen Jahren bis Jahrzehnten. Die einzige Barriere zum Einschluss der Radioaktivität ist das Salz des Salzstocks.
Zu Beginn der Versuchseinlagerung wurden die Fässer mit den schwachradioaktiven Abfällen senkrecht aufeinander stehend in die ehemaligen Abbaukammern im Steinsalz eingebracht. Das Liegend-Aufeinander-Stapeln dieser Gebinde mit den schwachradioaktiven Abfällen stellte die zweite Phase der Einlagerung dar. In der dritten Phase der Versuchseinlagerung wurden die Gebinde mit schwachradioaktiven Abfällen über eine Salzböschung in die Einlagerungskammer abgekippt und anschließend mit Salzhaufwerk bedeckt. Spätestens in dieser Phase wurde in Kauf genommen, dass Fässer schon beim Einlagern beschädigt werden. Auch die mittelradioaktiven Abfälle wurden in ihren Rollreifenfässern in die Lagerkammer fallen gelassen. Eine Rückholung eingelagerter Abfälle war ausdrücklich nicht vorgesehen.

„Besondere Vorkommnisse wurden dem Bergamt gemeldet, so etwa [1973] die großflächige Kontamination vor der Kammer 12 auf der 750-m-Sohle durch ausgelaufene Fässer [die von einem Gabelstapler gefallen waren]. Diese Kontamination wurde durch Abtragen der entsprechenden Salzpartien fachgerecht in die Lagerkammer für radioaktive Abfälle eingebracht.“

## Forschungsbetrieb ab 1979

### Forschung durch das Institut für Tieflagerung 1979 bis 1995

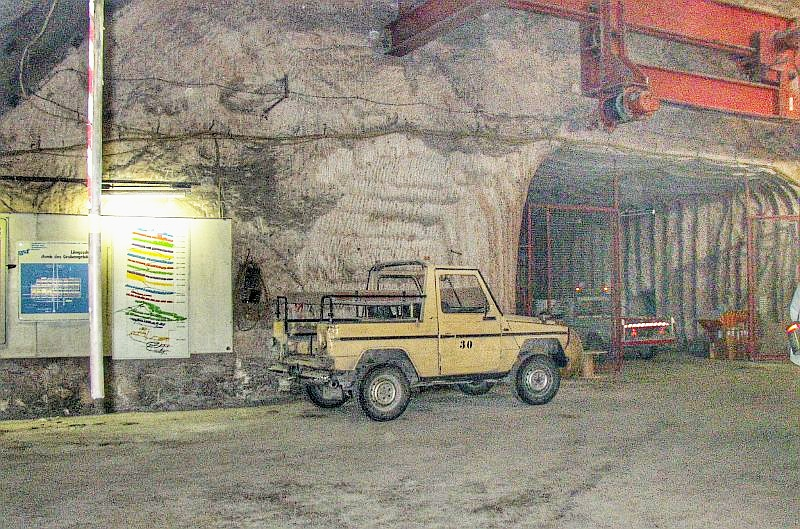
Fahrzeug in der Asse (490 m) Teufe

1976 wurde das Atomgesetz novelliert und der Begriff „Endlager“ erstmals juristisch definiert. Neue Einlagerungsgenehmigungen durften nur noch nach einem Planfeststellungsverfahren mit Beteiligung der Öffentlichkeit erteilt werden. Dieses Verfahren wurde für die Schachtanlage Asse niemals eingeleitet. Erst im Laufe der folgenden Jahre wurde allen Beteiligten klar, dass die Einlagerungen nicht wieder aufgenommen werden würden.

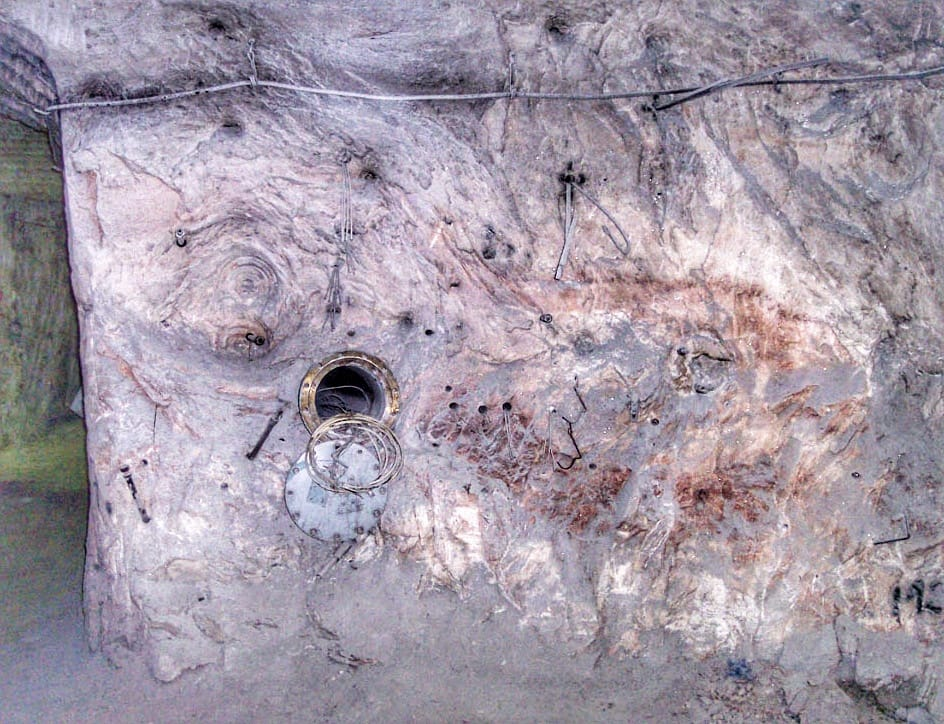
Versuchsbohrung für ein Wärmeleitfähigkeitsexperiment im Steinsalz. Solche Versuche wurden zwischen 1967 und 1995 auf der 490-m-, 750-m- und 775-m-Sohle durchgeführt.

Als neue Hauptaufgabe wurden der Asse Forschungs- und Entwicklungsarbeiten für die Endlagerung im Salzstock von Gorleben zugewiesen. Es wurden Techniken zur Verfüllung und zum Verschluss von Bohrlöchern, Kammern, Strecken und Schächten in einem Endlager entwickelt und erprobt. Unterhalb des bestehenden Grubengebäudes wurden in einer Tiefe zwischen 800 und 975 Metern weitere Grubenbauten als Tiefenaufschluss aufgefahren. Dort sollten im unberührten Gebirge unter sehr ähnlichen Bedingungen wie in Gorleben vier untertägige Großversuche erfolgen: Demonstrationsversuche zur Einlagerung von mittel- und hochradioaktiven Abfällen, ein Versuch zur Erstellung eines Dammbauwerks und ein Versuch zur Lagerung von Pollux-Behältern auf horizontalen Strecken. Sämtliche Forschungsarbeiten sind in den Jahresberichten der GSF dokumentiert.
Im Frühjahr 1992 kündigte das Bundesministerium für Forschung und Technologie an, die Großversuche in der Asse ab 1. Januar 1993 nicht mehr durch Projektmittel zu fördern. Infolge dieser Entscheidung wurde das GSF-Institut für Tieflagerung am 30. Juni 1995 aufgelöst. Der Betriebsteil Braunschweig mit dem Schwerpunkt Endlagerforschung wurde an die Gesellschaft für Anlagen- und Reaktorsicherheit (GRS) übertragen. Die Versuche wurden abgebrochen.
Der ehemalige Bergwerksdirektor Günther Kappei schrieb dazu 2006:

„Für die hochgradig motivierten Wissenschaftler und Bergleute brach damals […] eine Welt zusammen. Der ganze Enthusiasmus, die ganze Euphorie mit dem Bewusstsein, einzigartige Entwicklungsarbeiten durchzuführen, wurde mit einem Schlag zerstört. Es wurde damals dann auch allen Beteiligten sehr schnell klar, dass die jahre- bzw. jahrzehntelange Arbeit, in der das Herzblut aller Beteiligten steckte, weitgehend vergebens durchgeführt wurde. Aber es wurde im Laufe der Zeit noch mehr zerstört. Mittlerweile werden in Deutschland seit 15 Jahren keine zielgerichteten untertägigen Forschungs- und Entwicklungsarbeiten für die sichere Endlagerung radioaktiver Abfallstoffe im Salz mehr betrieben. Im Jahr 2000 wurde ein Moratorium für die Erkundung des Salzstocks Gorleben bis zur Klärung grundsätzlicher sicherheitstechnischer Zweifelsfragen für die Dauer von mindestens drei und höchstens zehn Jahren festgelegt. Infolge dieser langen Stillstandszeiten veraltet die eingesetzte Technik sehr schnell und das mühsam erarbeitete Know-how geht im Laufe der Zeit verloren. Wir entfernen uns zurzeit also immer weiter von der sich vor rund 50 Jahren gestellten Aufgabe, das Problem der Endlagerung der radioaktiven Abfälle zu lösen.“

### Forschungsvorhaben anderer Einrichtungen
Das Forschungszentrum Karlsruhe betreibt seit 1978 in Asse II einen für die Endlagerung wichtigen Versuch zur Auslaugung von chemischen Elementen aus Zement. Dazu wurden auf der 490-Meter-Sohle mehrere Fässer, in denen mit Caesium, Neptunium und Uran versetzter Zement von verschiedenen Flüssigkeiten umgeben ist, eingebracht. Bei einigen Flüssigkeiten wurde eine starke Auslaugung der Elemente gemessen und eine Zerstörung der Zementmatrix beobachtet. Die Durchführung des Versuchs war bis 2013 genehmigt. Die Auflösung des Auslaugversuchsfeldes wurde im November 2012 genehmigt und 2013 wurde die ersten Proben zum Karlsruher Institut für Technologie transportiert. Die Versuche sind mittlerweile beendet. Im März 2018 ist im ehemaligen Auslaugungsversuchsfeld ein meldepflichtiges Ereignis eingetreten, da eine Aufsicht bei der Inspektion einer Altbohrung auf der 490-Meter-Ebene (Sohle) zunächst eine Sprengpatrone entdeckt hatte, was durch weitere Nachsuchen später zum Auffinden von insgesamt sieben Sprengpatronen geführt hat. 2020 wurde die Arbeit an neuen Sammelbehältern und Rohrleitungen für Salzlösungen im Auslaugversuchsfeld beendet.

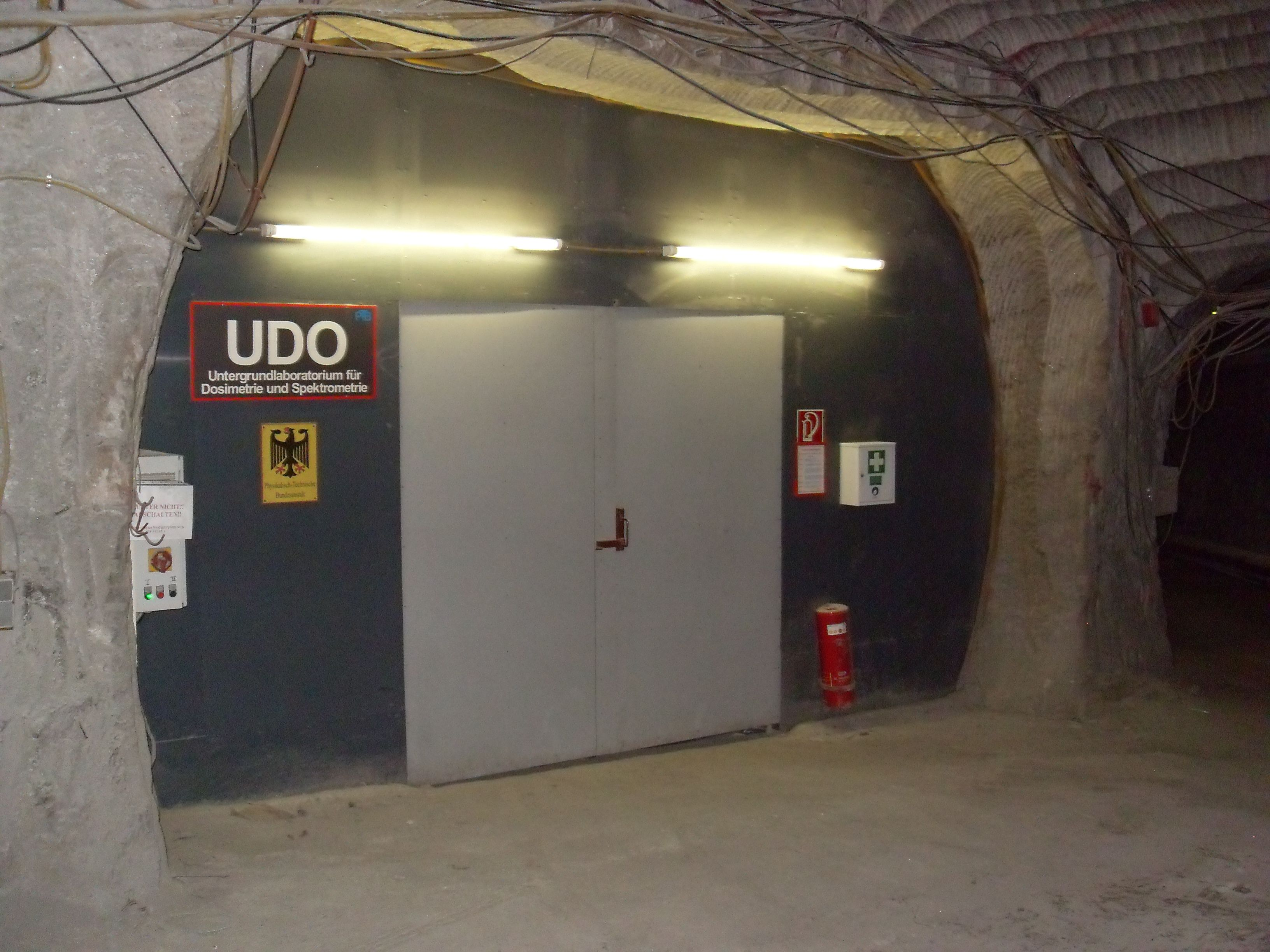
Eingang zum Untergrundlabor für Dosimetrie und Spektrometrie der PTB

Die Physikalisch-Technische Bundesanstalt (PTB) hatte zuerst auf der 925-Meter-Sohle, dann auf der 490-Meter-Sohle ein Untergrundlabor für Dosimetrie und radiologische Spektrometrie (UDO) eingerichtet. Aufgrund der starken Abschirmung durch das über dem Labor liegende Gestein ist der Myonenfluss der Höhenstrahlung um mehr als vier Größenordnungen gegenüber dem auf der Erdoberfläche reduziert. Die Ortsdosisleistung durch Gammastrahlung beträgt hier weniger als 2 nSv/h, der Neutronenfluss ist vernachlässigbar. Das Labor wurde aufgrund seiner geringen Untergrundstrahlung zur Messung kleinster Aktivitäten mit Hilfe von Germaniumspektrometern verwendet. Es galt in diesem Zusammenhang als das beste Labor in Deutschland. Weiterhin wurde das Labor für Vergleichsmessungen im europäischen Rahmen zur Eigeneffektmessung, Energieabhängigkeit und Linearität von Ortsdosisleistungsonden benutzt. Im Labor konnten kollimierte Strahlungsfelder erzeugt werden, mit deren Hilfe die Sonden in bekannten Strahlenfeldern kalibriert werden können. Durch die Schließung der Anlage ist die Zukunft von UDO gefährdet und das Labor wurde im Jahr 2011 von der PTB aufgegeben. Im Steinsalzwerk Braunschweig-Lüneburg in Grasleben konnte das neue Untergrundlabor UDO 2 im Sommer 2012 in Betrieb genommen werden.

## Vorbereitung der Schließung seit 1995
Im April 1991 beauftragte das Niedersächsische Umweltministerium die zuständigen Behörden, eine „Gefahreneinschätzung für die Schachtanlage Asse 2“ vorzunehmen. Ein entsprechender Bericht, der im Juni 1993 vorgelegt wurde, wies auf anhaltende Gebirgsbewegungen und Laugenzutritte hin und bezeichnete eine nach bergmännischen Regeln durchzuführende Verfüllung als „zwingend erforderlich“.
Das Bundesministerium für Bildung und Forschung (BMBF) entschied 1992, die Forschungsarbeiten in dem Bergwerk zu beenden. Die GSF entwickelte daraufhin Maßnahmen zur Stabilisierung des Grubengebäudes und arbeitete an einem Konzept zur Schließung. Nach politischen Turbulenzen im Sommer 2008 einigten sich die Bundesministerien für Umwelt (BMU) und Wissenschaft und Forschung (BMWF) und das Niedersächsische Umweltministerium darauf, der in HelmholtzZentrum umbenannten Gesellschaft die Zuständigkeit zu entziehen. Seit 1. Januar 2009 ist das Bundesamt für Strahlenschutz Hausherr der Anlage.

### Instabilität der Grube
In einem Salzbergwerk wird nicht mit Stützen und Streben gearbeitet; vielmehr werden die Abbaukammern so angelegt, dass das verbleibende Salzgerüst (das Grubengebäude) das Gewicht des Deckgebirges selbst tragen kann. Dabei wird einkalkuliert, dass sich in den Pfeilern und Schweben (horizontale Bereiche zwischen den Abbausohlen) erhebliche mechanische Spannungen aufbauen, unter deren Wirkung das Salzgerüst ein Stück weit nachgibt (plastische Verformung). Dieses Nachgeben setzt sich ins Deckgebirge fort, welches sich in der Asse derzeit um bis zu 15 Zentimeter pro Jahr verschiebt.
Durch den hohen Durchbauungsgrad und die jahrzehntelange Offenhaltung hat die Verformung in der Asse ein solches Ausmaß erreicht, dass das unter Spannung stehende Salz allmählich an Festigkeit verliert: „Das Tragsystem hat mit Kriechverformungen, plastischen Deformationen sowie lokalen Bruchprozessen auf die eingetragene Gebirgsspannung reagiert und ist dadurch nachgiebig geworden.“ Das Institut für Gebirgsmechanik (IfG) in Leipzig, das diese Entwicklung seit 1996 kontinuierlich überwacht, prognostizierte im Jahr 2007, dass es ab Anfang 2014 zu einer Zunahme des Tragfähigkeitsverlustes und damit zu erhöhten Verschiebungen im Deckgebirge kommen wird. Diese Verschiebungen können möglicherweise zu einer unbeherrschbaren Zunahme des Wasserzuflusses führen und den weiteren trockenen Betrieb der Grube unmöglich machen.
Bereits 1979 wurde von einer Arbeitsgruppe unter Leitung von Hans-Helge Jürgens ein Bericht über die Stabilität des Grubengebäudes erstellt. Darin wird das jetzt drohende Szenario eines unkontrollierten Lösungszuflusses aus dem Deckgebirge im Bereich der Südflanke mit nachfolgendem Tragfähigkeitsverlust des Grubengebäudes beschrieben. Der damalige Betreiber der Asse (GSF) sowie seine Berater wiesen diesen Bericht als unwissenschaftlich zurück und erklärten, es gebe keine Standsicherheitsprobleme bei der Asse. Dabei gab es entsprechende Warnungen des Oberbergamts bereits seit dem 15. April 1965.

### Wasserzufluss

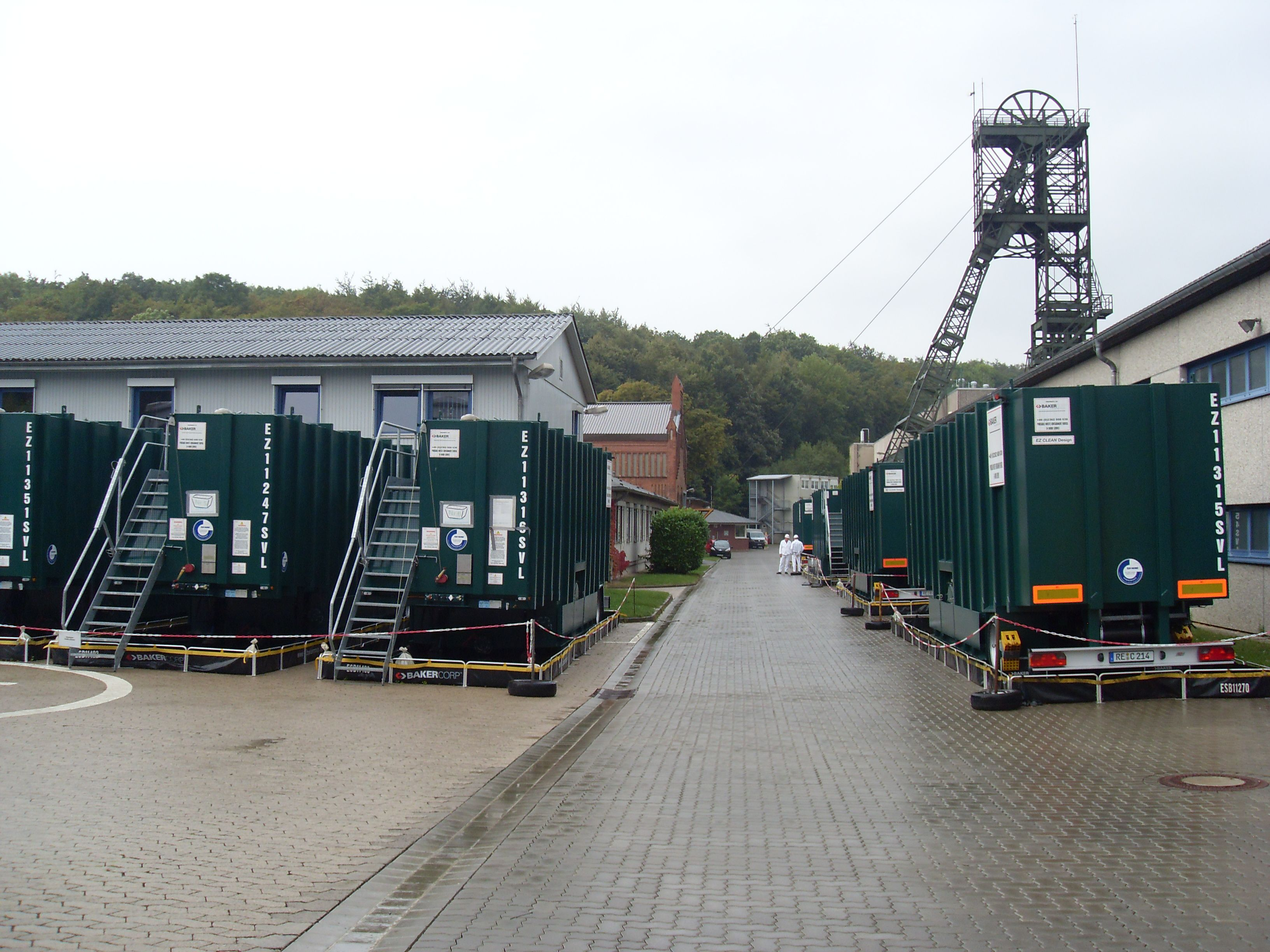
Salzlauge wird auf dem Gelände in Tankwagen gelagert (August 2009)

Wasser dringt immer dann in ein Salzbergwerk ein, wenn die Salzbarriere, die man um das Grubengebäude herum stehen lässt, verletzt wird – dadurch, dass die Barriere versehentlich angebohrt wird, oder dadurch, dass sich durch die Verformung des Salzgerüsts Risse bilden. Die Asse ist besonders durch Wasser gefährdet, weil die Salzbarriere zum Teil nur wenige Meter dick ist.
Für die Zeit von 1906 bis 1988 sind 29 Salzlösungszuflüsse dokumentiert. Sie sind teils erfolgreich abgedichtet worden, teils versiegt, teils vernachlässigbar (unter 0,5 Kubikmeter pro Tag). Für die Betriebssicherheit waren sie nach Angaben des niedersächsischen Umweltministeriums bisher "bedeutungslos".
Zwischen 1988 und 2008 wurden 32 neue Zutrittsstellen festgestellt. Ein Teil wird Lösungsvorkommen innerhalb des Salzsattels aus den Bereichen südlich der Kaliabbaue zugeschrieben. Weitaus bedeutsamer sind die Zuflüsse aus dem Neben- oder Deckgebirge in der Südflanke im Bereich der Steinsalzabbaue. Sie werden auf den Sohlen 658, 725 und 750 aufgefangen und betrugen im Jahr 2008 11,8 Kubikmeter pro Tag. Die aufgefangene Lauge wird auf Radioaktivität überprüft, bei Einhaltung der Grenzwerte über Tage verbracht, in Tanklaster gepumpt, zu stillgelegten Kalibergwerken der K+S AG (Bad Salzdetfurth, Adolfsglück und Mariaglück) gebracht und dort zur Flutung eingesetzt.

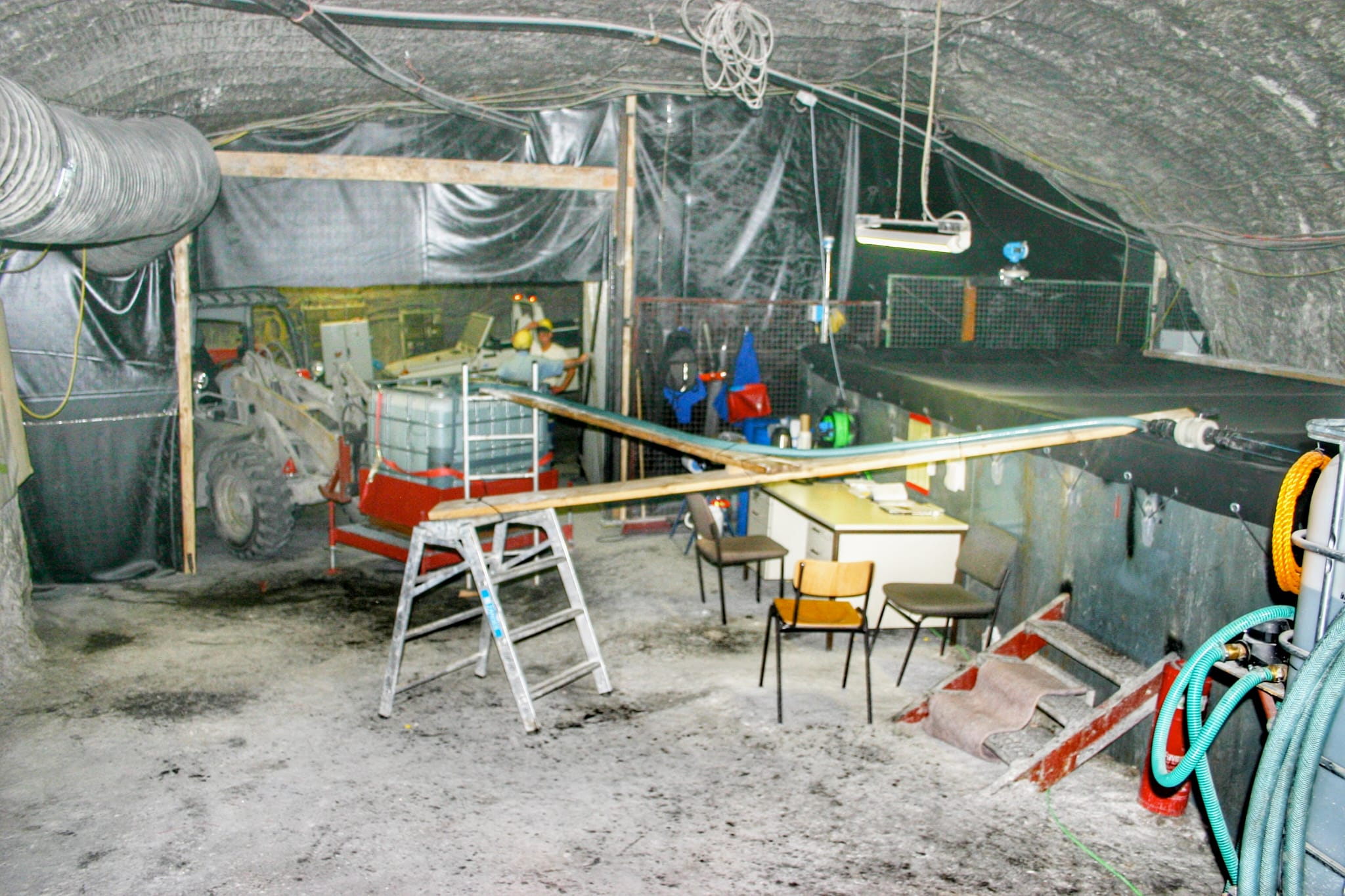
Lagerbecken (mit Folie abgedeckt, rechts) und Abtransport der Salzlauge auf der 658-m-Sohle

Eine Abdichtung der Südflanke erscheint unmöglich. Die Wasser dringt durch neue Verwerfungsrisse ein, die sich infolge der Deformierung der Salzbarriere bis in das anstehende Gebirgsgestein fortsetzen. Auf genau diese Gefahr war bereits 1979 in einer kritischen Studie vergeblich hingewiesen worden.
Nachdem über mehrere Jahre hinweg täglich etwa 12,5 Kubikmeter Salzwasser in der Hauptauffangstelle gesammelt worden waren, sank diese Menge Anfang 2024 überraschenderweise auf weniger als 7 Kubikmeter pro Tag. Die Hauptauffangstelle befindet sich auf der 658-Meter-Ebene, etwa 100 Meter oberhalb der Kammern mit radioaktiven Abfällen. Das aufgefangene Wasser kommt bis 2024 nicht in Kontakt mit den Abfällen und ist daher nicht radioaktiv. Gleichzeitig wurde ein deutlicher Anstieg auf der 725-Meter-Ebene verzeichnet. Dort ist die Menge von etwa 0,8 Kubikmeter pro Tag auf etwa drei Kubikmeter pro Tag gestiegen. Auch auf dieser Ebene erreicht das Wasser die Abfälle auf der 750-Meter-Ebene bisher nicht und ist nicht kontaminiert. In den tiefer liegenden Sammelstellen auf der 750-Meter-Ebene wurde kein Anstieg des Salzwasserpegels festgestellt.
Im Sommer 2024 wurden "ungewöhnlich starke" Bewegungen im Gestein registriert; diese betragen bis zu 5 mm wöchentlich und sind einmalig seit Beginn der Messungen 1981. Im November 2024 wurde bei Bohrungen auf 511 Meter Tiefe schwach radioaktives Wasser entdeckt, dessen Ursprung noch ungeklärt ist.

### Radioaktiv kontaminierte Salzlauge
Am 11. Juni 2008 berichtete die Braunschweiger Zeitung, dass Lauge in der Asse mit Cäsium-137 (137Cs) (Halbwertszeit 30 Jahre) belastet sei. Politische Brisanz bekam dieser Bericht dadurch, dass das niedersächsische Umweltministerium Rückfragen nicht beantworten konnte, da man von einer solchen Kontamination nichts wusste. Daraufhin baten der Landtag und der Bundesumweltminister den niedersächsischen Umweltminister um einen Statusbericht, der am 2. September 2008 veröffentlicht wurde.
Am 4. Juli 2008 stellte die Landtagsabgeordnete Christel Wegner detaillierte Fragen zur Verbringung von Lauge aus dem Atommülllager Asse. Durch diese Anfrage wurde die Tatsache öffentlich, dass jahrelang Lauge aus dem Bergwerk zu stillgelegten Bergwerken der K+S AG verbracht wurde. Dies war so auch nicht dem Bundesumweltminister Sigmar Gabriel bekannt. Daraufhin wurden Rückstellproben ausgewertet, die Namen der betroffenen Bergwerke bekanntgegeben, die jeweiligen Landräte und die Bevölkerung informiert. Am 17. Dezember 2008 wurde die Anfrage mit den Antworten als Landtagsdrucksache veröffentlicht.
Der Statusbericht vom 2. September 2008 beantwortet auf über 160 Seiten zuerst die Frage, wer zu welcher Zeit welche Informationen besessen hat, bevor dann technische und rechtliche Probleme erörtert werden. Diesem Bericht zufolge wurde Anfang der 1990er Jahre festgestellt, dass Lauge, die sich in bestimmten Probebohrlöchern am Boden der 750-Sohle sammelte, eine erhöhte Konzentration des radioaktiven Isotops 137Cs aufwies. Im September 1995 wurde erstmals eine kontaminierte Laugentropfstelle im Firstbereich der 775-Meter-Sohle festgestellt. Nach einer Änderung der Strahlenschutzverordnung, die am 1. August 2001 in Kraft trat, lag die 137Cs-Aktivität an einigen Messpunkten über den Freigrenzen. Im Einvernehmen mit der unmittelbaren Aufsichtsbehörde, dem Landesbergamt Clausthal-Zellerfeld, wurde die kontaminierte Lauge ab ungefähr dieser Zeit bis Anfang 2008 auf die nicht mehr als Verkehrsweg offenstehende 900-Meter-Sohle abgeleitet; danach versiegte der Zustrom weitgehend. Im Statusbericht vertritt das niedersächsische Umweltministerium die Auffassung, dass für diese Ableitung eine spezielle atomrechtliche Genehmigung erforderlich gewesen sei; es zitiert jedoch auch die gegenteilige Rechtsauffassung der niedersächsischen Bergbehörden, die ihre langjährige Verwaltungspraxis entschieden verteidigen.
Zur Erstellung des Statusberichts wurden Gutachter herangezogen. Prof. Mengel (TU Clausthal) und Dr. Lennartz (Forschungszentrum Jülich) gaben sich nicht mit der Erklärung des Betreibers zufrieden, die Kontaminationen seien Rückstände des Einlagerungsunfalls von 1973. Innerhalb weniger Tage fanden sie vielmehr deutliche Hinweise, dass die Lauge aus der Einlagerungskammer 12 aussickert. Ursprung der Lauge ist letztlich Altversatz aus einer nur dreißig Meter entfernten Kammer, aus der in den Jahrzehnten vor der Einlagerung Feuchtigkeit in Kammer 12 migriert ist. Bei der Einlagerung im Jahr 1974 war der Boden der Kammer 12 laugendurchtränkt. Diese Lauge ist in Kontakt mit eingelagerten Stoffen gekommen und diffundiert nun in die Verkehrsflächen in der unmittelbaren Umgebung der Einlagerungskammer.
2009 veröffentlichte die Umweltschutzorganisation Greenpeace ein Schreiben des Bundesamts für Strahlenschutz (BfS) an das Bundesumweltministerium vom 29. Februar 1996, in dem das BfS es als „dringend geboten“ erachtet hatte, „eine Analyse der Gefährdungssituation vornehmen zu lassen und hierbei die GRS und BGR einzubeziehen.“ Als Anlass hierfür werden die angestiegenen Lösungszuflüsse genannt und auf die besondere Bedeutung der dort eingelagerten langlebigen Alphastrahler Pu-239 und Am-241 hingewiesen. „Käme es zum Absaufen der Grube, wären Strahlenexpositionen weit über den Dosisgrenzwerten des § 45 StrlSchV nicht auszuschließen.“
Im April 2011 fand das Bundesamt für Strahlenschutz erneut kontaminierte Lauge unweit der Einlagerungskammer 12. In einem Bohrloch der Schachtanlage seien bei Proben 240 kBq/l des radioaktiven Isotops Cäsium-137 festgestellt worden. Nach Angaben der Behörde handelte es sich dabei um den bislang höchsten Wert an Cäsium-137, der seit dem Ende der Einlagerung im Jahr 1978 gemessen wurde. Er lag deutlich unter dem Umgangsgrenzwert. In dem Bohrloch befand sich rund ein Liter der radioaktiven Lauge, die aus der Abfallkammer ausgetreten war.

### Grubengase
Die Feuchtigkeit und die zutretenden Lösungen und Wässer im Salzstock führen zu verstärkter Korrosion an den eingelagerten Fässern aus Stahlblech. Hierbei entsteht Wasserstoff. Daneben ist aus organischer Verrottung (Putzlappen, Tierkadaver) Methan in großen Mengen vorhanden. Damit könnte ein unbeherrschbarer Zustand auftreten, wenn aus dem Deckgebirge zu einem derzeit unkalkulierbaren Zeitpunkt plötzlich weitere und unter Umständen weitaus größere Mengen an Wasser oder Lauge durchbrechen würden. Die zuströmende Lösung würde weitere Salze (Carnallit) im Grubengebäude auflösen, wodurch die Standsicherheit des Bergwerks weiter abnehmen würde. Darüber hinaus wäre bei Flüssigkeitszutritt auch mit einer massiven Zunahme der Korrosion und so mit einer damit verbundenen verstärkten Entstehung von Wasserstoff zu rechnen. In Verbindung mit dem ebenfalls vorhandenen Methan könnte dies bereits nach 50 Jahren zu einem sogenannten Blow-Out führen, bei dem die Gase durch den entstandenen hohen Gasdruck unkontrolliert an die Oberfläche strömen könnten, wobei sie radioaktiv kontaminierte Flüssigkeiten und Schlämme mit sich führen könnten. Die freiwerdenden Gase und Flüssigkeiten würden in kurzer Zeit in die Biosphäre austreten und dort zu radioaktiver Belastung führen. Diese Problematik wird auch nicht durch die Flutung der Grube durch das sogenannte Schutzfluid verhindert, im Gegenteil: die beim Scheitern der Müllrückholung vorgesehene und bereits für Teilverfüllungen angewendete Magnesiumchlorid-Lösung beschleunigt die Korrosion der Metalle zusätzlich massiv.

### Das Schließungskonzept der GSF
Grundzüge eines Schließungskonzepts sind seit 1995 im Rahmen von Haupt- und Sonderbetriebsplänen genehmigt worden; aufgrund dieser Betriebspläne wurden Teile des Konzepts bereits umgesetzt. Der eigentliche Antrag zur Schließung des Bergwerks wurde im Januar 2007 beim Landesbergamt eingereicht. Dieser Antrag beinhaltete einen Abschlussbetriebsplan sowie einen Langzeitsicherheitsnachweis. Nach einer ersten Prüfung beschied die Genehmigungsbehörde die eingereichten Unterlagen als nicht ausreichend und forderte weitere Nachweise an.
Der Plan sah vor, den Salzstock durch Verfüllung von Hohlräumen mechanisch zu stabilisieren. Das Einblasen von Salzgrus führte zwar zu einer Beruhigung im Gebirge, für eine dauerhafte Stabilisierung reicht der dadurch zu erreichende Gegendruck aber nicht aus. Um das Restporenvolumen im Füllmaterial weiter zu minimieren und dadurch zum Abbau mechanischer Spannungen beizutragen, sollte ein Schutzfluid eingebracht werden. Vorgesehen war dafür eine Magnesiumchlorid-Lösung, mit deren Hilfe einer Zersetzung des Carnallits durch zutretende Natriumchlorid-Lösung entgegengewirkt werden sollte. Das Schließungskonzept sah zudem den Bau von Strömungsbarrieren vor.
Die Flutung der Asse mit einem Schutzfluid wurde der Öffentlichkeit als das aus bergmännischer Sicht einzig sachgerechte Vorgehen vorgestellt. Problematisch blieb jedoch, ob dies mit den Anforderungen des Strahlenschutzes vereinbar ist. Entsprechend der Grundregel, Entsorgungsprobleme nicht durch Verdünnung zu lösen, ist es internationaler Standard, radioaktiven Abfall trocken einzulagern. Wenn die Einlagerungskammern in der Asse geflutet werden, ist damit zu rechnen, dass ein Teil des radioaktiven Inventars gelöst wird und im Verlauf von Jahrhunderten durch die porös verfüllten Hohlräume des verschlossenen Bergwerks diffundiert.
Um diese Diffusion zu begrenzen, sollten Strömungsbarrieren gebaut werden. Der Betreiber versuchte, durch Modellrechnungen den Nachweis zu führen, dass dauerhaft ein radiologisches Schutzziel erreicht wird, das jegliche Beeinträchtigung der Biosphäre ausschließt.
Ein weiterer Einwand gegen die Flutung lautet, der Zement, in dem viele der Abfälle gebunden sind, könne mit zutretendem Wasser chemisch reagieren, Gas freisetzen und Druck aufbauen bis hin zum Risiko einer Explosion.

### Vorbereitende Arbeiten
Von August 1995 bis April 2004 wurden – bis auf wenige Resthohlräume – die alten Abbauhohlräume zwischen der 725- und 490-m-Sohle mit Rückstandsalzen des ehemaligen Kalisalzbergwerkes Ronnenberg verfüllt. Jeden Werktag wurden 18 Eisenbahnwaggons antransportiert. Vor Ort wurden die Hohlräume mit einem Schiebeschild bis unter die Firste dicht verfüllt. Insgesamt wurden etwa 2,15 Millionen Tonnen Salzhaufwerk in die Abbaue der Südflanke der Schachtanlage Asse II eingebracht.
Das ursprüngliche Schließungskonzept sah unter anderem vor:
- Bau von Strömungsbarrieren zur wirksamen Begrenzung und Lenkung der in Zukunft möglichen Lösungsbewegungen im Grubengebäude.
- Verfüllung der Hohlräume unterhalb der 800-m-Sohle.
- Einspeisung von Magnesiumchlorid-Lösung als Schutzfluid.
- Rückbau der Schächte Asse II und Asse IV.
- Gewährleistung der Grubensicherheit durch regelmäßige Unterhaltungsarbeiten im Grubengebäude (Kontrollen von Bereichen mit Steinfallgefahr, Prüfung von Förderkorb, Seil und Fördermaschine, Wartung der unter Tage angelegten Fahrbahnen, Überwachung und Instandhaltung von Maschinen und elektrotechnischen Einrichtungen).

Nach dem Betreiberwechsel zum 1. Januar 2009 ist das alte Schließungskonzept zurückgestellt worden. Zunächst wurden verschiedene Schließungsoptionen betrachtet, aus denen man bis Ende 2009 die relativ beste Option auswählen wollte.
Im Januar 2010 schlug das Bundesamt für Strahlenschutz vor, den Atommüll komplett aus dem maroden Lager zu bergen. Die Optionen einer Einbetonierung der Fässer oder ein Umlagern der Fässer in tiefere Schichten waren zuvor verworfen worden. Der Fachverband für Strahlenschutz lehnte in einer Stellungnahme vom 15. Februar 2011 eine vorzeitige Festlegung auf die Rückholung der Abfälle aus Strahlenschutzgründen ab. Für die Rückholung der eingelagerten Abfälle wurde ein Zeitraum von zehn Jahren angesetzt, die Kosten wurden in einem Gutachten zunächst auf rund zwei Milliarden Euro geschätzt. Der damalige Bundesumweltminister Röttgen schätzte die Kosten bereits Ende Januar 2010 mit 3,7 Milliarden Euro deutlich höher ein.
2012 wurde bekannt, dass die Rückholung im ungünstigsten Fall erst im Jahr 2036 beginnen könnte. 2015 erfolgten Überlegungen, sich bei den bergungsvorbereitenden Sondierungen zunächst auf leichter zugängliche Bereiche des Bergwerkes zu konzentrieren, um möglicherweise bereits 2023 mit der Rückholung anfangen zu können.
Zur Rückholung des Atommülls ist ein zusätzlicher Schacht Asse 5 erforderlich, da der Schacht Asse 2 aus technischen Gründen nicht geeignet ist. Am 5. Juni 2013 begannen die Bohrarbeiten an der Erkundungsbohrung für Schacht 5. Die Bohrung soll 790 m tief werden und etwa zwei Millionen Euro kosten.

### Öffentlichkeitsbeteiligung und Optionenvergleich
Bis 2008 wurde die Asse nach Bergrecht betrieben. Der wesentliche Unterschied zum Betrieb nach Atomrecht besteht darin, dass Genehmigungsverfahren ohne Öffentlichkeitsbeteiligung durchgeführt werden können. Aufgrund wachsenden öffentlichen Drucks und aus politischen Gründen beschlossen die beteiligten Minister (Bundesumweltminister, Bundesbildungsministerin, Niedersächsischer Umweltminister) 2007 jedoch, die Öffentlichkeit an der Prüfung des Schließungsantrags zu beteiligen. Es wurde ein Arbeitskreis Optionenvergleich eingesetzt, um Alternativen zum Schließungskonzept des Betreibers zu prüfen, und im Landkreis Wolfenbüttel wurde eine Begleitgruppe eingerichtet. Als Optionen neben der Flutung mit Magnesiumchlorid-Lösung wurden inzwischen eine Verfüllung mit festem Material (Schotter, Sorelzement), eine Umlagerung von Teilen des Atommülls innerhalb des Bergwerks oder eine Rückholung der Fässer genannt.
Die AGO bezeichnete die „vorläufige Richtungsentscheidung zur Rückholung“ in einer Bewertung aus dem Jahr 2010 als „vertretbar“, äußerte aber gleichzeitig „erhebliche Bedenken gegenüber einzelnen Bewertungen und methodischen Fehlern im Optionenvergleich“. Für die Optionen Vollverfüllung und Umlagerung seien weitere Untersuchungen sinnvoll.
In einer Stellungnahme aus dem gleichen Jahr sah die Entsorgungskommission (ESK) erhebliche Herausforderungen bei der Rückholung der radioaktiven Abfälle aus der Schachtanlage Asse II. Die genannten Zeiträume für Planung, Genehmigung und Umsetzung seien unrealistisch und belastbare Informationen zum Zustand der Abfallgebinde und Lagerkammern seien nicht vorhanden. Viele Gebinde seien stark beschädigt, und ein Teil der Abfälle müsse in speziellen, noch zu entwickelnden Behältern mit zusätzlicher Abschirmung geborgen werden. Zudem sei mit signifikanten Strahlenbelastungen für das Betriebspersonal und zusätzlichen Belastungen für Personen in der Umgebung zu rechnen. Diese realen Strahlenbelastungen müssten über Jahrzehnte in Kauf genommen werden, um hypothetische langfristige Risiken bei einem Verbleib der Abfälle in der Schachtanlage zu vermeiden. Die ESK kritisierte die vorliegenden Machbarkeitsstudien als unzureichend.
Die Strahlenschutzkommission (SSK) hält in einem Bericht aus dem Jahr 2016 sowohl die Rückholung als auch die Vollverfüllung der radioaktiven Abfälle für geeignet, die Strahlenschutzziele zu erreichen. Sie favorisiert jedoch die Option der Vollverfüllung, da diese mit deutlich geringeren Strahlenexpositionen für das Personal und niedrigeren Risiken durch Unfälle verbunden sei. Zudem stelle die Vollverfüllung langfristig sicher, dass keine Gefährdung der Bevölkerung durch die verbleibenden Abfälle entstehe. Die Rückholung hingegen sei zeit- und arbeitsaufwändig und berge höhere Risiken.

### Bundesweite Aufmerksamkeit und Betreiberwechsel

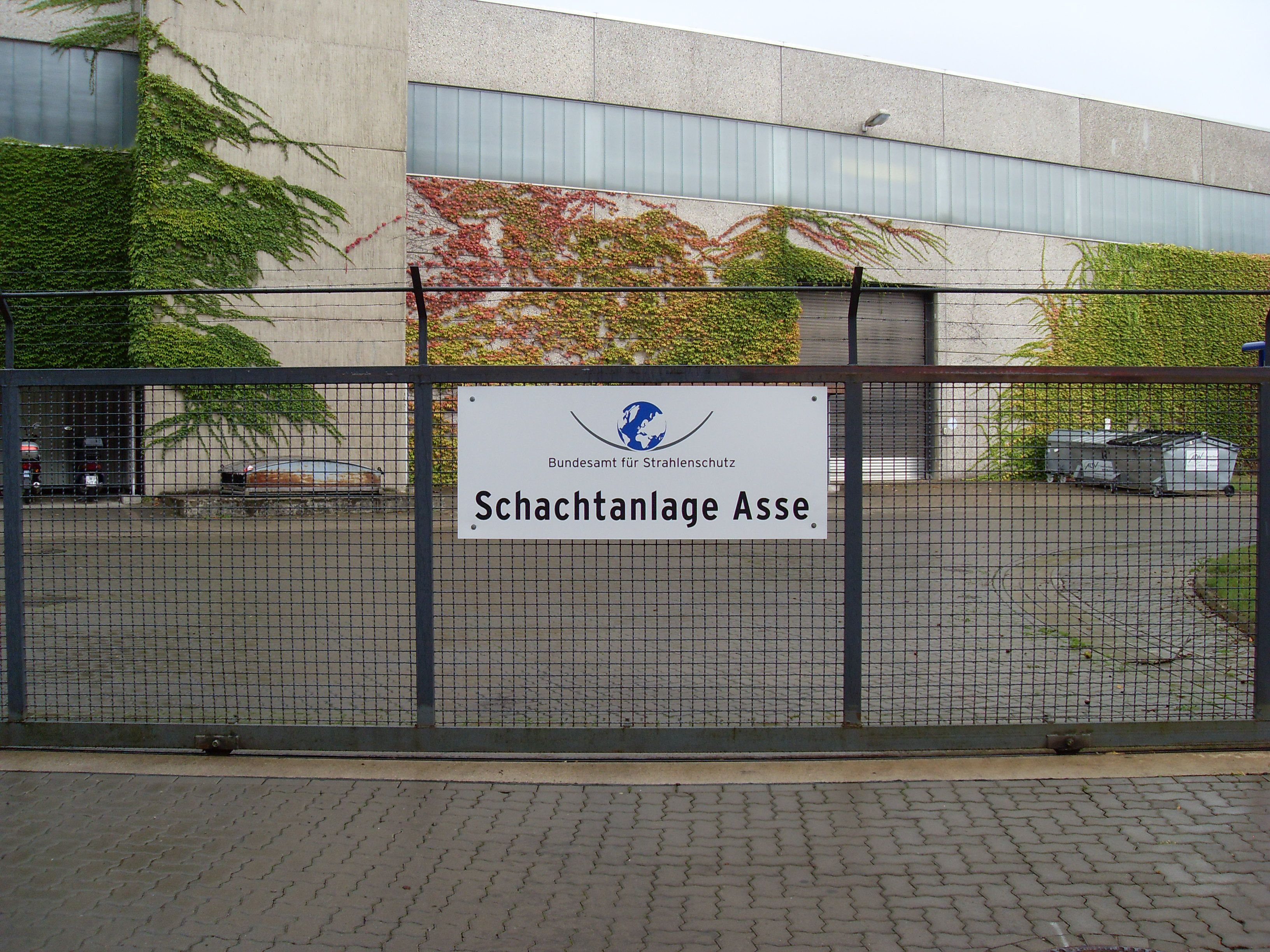
Eingang zu Schachtanlage Asse II (August 2009)

Die Veröffentlichung des Statusberichts und seine Interpretation insbesondere durch Bundesumweltminister Sigmar Gabriel machten bundesweit Schlagzeilen. Der Minister erhob schwere Vorwürfe gegen den Betreiber und die bergrechtliche Genehmigungsbehörde. Beide hätten atomrechtliche Maßstäbe vermissen lassen. Die Einlagerung von Kernbrennstoffen widerspreche früheren Aussagen. „Unglaublich“ sei auch, dass die Undichtigkeit des Bergwerks bereits seit 1967 bekannt sei und nicht erst seit 1988. Da „grob fahrlässig“ gehandelt worden sei, müsse auch die Frage von Strafanzeigen geprüft werden. Die Einlagerung der Atommüll-Fässer sei damals in feuchten Kammern erfolgt, wie die Befragung von Mitarbeitern ergeben habe. „Es gab nie ein sicheres Endlager Asse, sondern es wurden bewusst Informationen zu Laugenzutritten unterdrückt“, kritisierte Gabriel. Er sprach von einem „psychologischen GAU für die Endlager-Debatte“ und einer Belastung für die Suche nach einem geeigneten Standort. Asse II sei „die problematischste kerntechnische Anlage, die wir in Europa finden“. Stefan Wenzel MdL, Bündnis 90/Die Grünen erstattete im Juli 2007 Strafanzeige nach § 327, § 328 StGB wegen illegalen Umgangs mit Kernbrennstoffen und sonstigen radioaktiven Stoffen. Grünen-Fraktionschefin Renate Künast stellte im September 2008 Strafanzeige gegen die Verantwortlichen des Atomlagers. In beiden Fällen wurden die Ermittlungen von der Staatsanwaltschaft Braunschweig eingestellt. Im Jahr 2008 wurden sie zum dritten Mal wieder aufgenommen. Die Sanierung sollte etwa 2,2 Milliarden Euro kosten.
Am 5. November 2008 beschloss das Bundeskabinett auf Vorschlag von Bundesforschungsministerin Annette Schavan und Bundesumweltminister Sigmar Gabriel, die Asse ab 1. Januar 2009 dem Bundesamt für Strahlenschutz (BfS) zu unterstellen.
Mit einem Gesetzbeschluss des Deutschen Bundestages vom 29. Januar 2009 wird festgelegt, dass der Betrieb und die Stilllegung der Schachtanlage Asse II unter die Vorschriften des Atomgesetzes fällt. Das Bundesamt für Strahlenschutz als neuer Betreiber wird die Schließung der Anlage im Rahmen eines atomrechtlichen Planfeststellungsverfahrens vorantreiben und ist für den vorläufigen Weiterbetrieb der Anlage verantwortlich. Die Kosten für den Weiterbetrieb und die Schließung der Asse übernimmt der Bund (§ 57b Atomgesetz). Im Mai 2009 legte die Landtagsfraktion der Grünen eine Broschüre vor, die die parlamentarische Debatte der letzten Jahrzehnte, das Inventar, die Rolle der Forschung und die Rolle der Asse als Prototyp für Gorleben näher beleuchtet.
In dem gegenüber der Schachtanlage liegenden Steigergebäude hat das Bundesamt für Strahlenschutz die Infostelle Asse eingerichtet. Hier wird der aktuelle Zustand der Grube und das Stilllegungskonzept anhand von Modellen und Computeranimationen dargestellt:
Im Januar 2010 räumte die amtierende Bundesforschungsministerin Annette Schavan Fehler im Umgang mit dem Atommülllager Asse ein. Das Lager sei nicht nur für wissenschaftliche Zwecke genutzt worden, zumal die große Anzahl der 126.000 eingelagerten Fässer für die Forschung nicht notwendig gewesen sei. Zudem würde man nach dem aktuellen Stand der Technik dort kein Atommülllager mehr errichten.
Von 2009 bis 2012 setzte sich ein Untersuchungsausschuss des niedersächsischen Landtags mit den Geschehnissen um das Atommülllager Asse auseinander. Durch Ermittlungen des Ausschusses wurde bekannt, dass die Behälter zur Einlagerung des radioaktiven Materials nur auf eine Haltbarkeit von drei Jahren ausgelegt waren. Es wurde somit in Kauf genommen, dass sie innerhalb kurzer Zeit verrotten würden. Dies wird von Stefan Wenzel, dem Obmann der Grünen im parlamentarischen Untersuchungsausschuss zur Asse im niedersächsischen Landtag als Hinweis darauf gesehen, dass die Industrie von Anfang an ein billiges Endlager in der als Forschungsbergwerk deklarierten Einlagerungsgrube gesehen habe.

### Gesetz zur Bergung und geschätzte Kosten
Das Gesetz zur Beschleunigung der Rückholung radioaktiver Abfälle und der Stilllegung der Schachtanlage Asse II („Lex Asse“) wurde im April 2013 durch den Bundestag beschlossen. Die Kosten werden auf vier bis sechs Milliarden Euro geschätzt. Sie sollen nicht von den Betreibern, sondern vom Bund getragen werden.
Schätzungen zufolge kann frühestens 2033 mit der Bergung der ersten Fässer mit radioaktiven Abfall begonnen werden. Dafür sollen ein neuer „Schacht 5“ und horizontale Verbindungsstrecken im Osten des Bergwerks gebaut werden, die den Zugang für mehr Mitarbeiter unter Tage und größeres nutzbares Gerät ermöglichen soll.

### Erneuter Betreiberwechsel und Vorbereitung der Bergung
Am 23. Juni 2016 beschloss der Deutsche Bundestag eine Umstrukturierung im Endlagerbereich. Die Betreiberaufgaben des Bundesamtes für Strahlenschutz (BfS) und die Betreibertätigkeiten der Deutschen Gesellschaft zum Bau und Betrieb von Endlagern (DBE) wurden in der zu 100 % staatlichen, neu gegründeten Bundesgesellschaft für Endlagerung (BGE) mit Sitz in Peine zusammengeführt.
Die Betriebskosten zwischen 1. Januar 2009 bis 31. Dezember 2016 wurden 2015 auf ca. 762 Millionen Euro geschätzt, wovon 532 Millionen schon verausgabt waren. Die verbleibenden Kosten der Rückholung lassen sich aufgrund fehlender Erfahrungswerte und offener Parameter nicht belastbar abschätzen.
Bis zur geplanten Bergung der 126.000 Fässer soll, laut Plan der Bundesgesellschaft für Endlagerung (BGE), die Vorbereitung des maroden Bergwerks zwischen 2019 und 2033 ca. 3,7 Milliarden Euro kosten. Die Kosten für die eigentliche Bergung des Atommülls werden auf rund vier Milliarden Euro geschätzt.

## Gefährdung der Bevölkerung

### Strahlenbelastung
Das Bundesamt für Strahlenschutz gibt an, dass in der Umgebung des Lagers keine Kontamination mit radioaktiven Substanzen festgestellt werden konnte. Eine Untersuchung des Instituts für Radioökologie und Strahlenschutz aus dem Jahre 2023 konnte zudem keine erhöhte Konzentration von Tritium und Kohlenstoff-14 in Umweltproben aus der Umgebung der Schachtanlage feststellen. Selbst bei einer sehr vorsichtigen Schätzung der möglichen Strahlenbelastung für die Bevölkerung rund um die Schachtanlage Asse II zeigen sich vernachlässigbare Jahresdosen, die geringer sind als die natürliche Radioaktivität der Region. Laut einem Bericht der Strahlenschutzkommission aus dem Jahr 2016 ist eine Gefährdung der Bevölkerung, die Maßnahmen des radiologischen Notfallschutzes erforderlich macht, „auch im Falle eines unbeherrschbaren Lösungszutritts auszuschließen“.

### Krebserkrankungen in der Umgebung
2008 stellte der Landkreis Wolfenbüttel eine Anfrage nach Leukämiehäufigkeiten um das Lager Asse an das seit 2000 bestehende Epidemiologische Krebsregister Niedersachsen (EKN). Dem EKN, das Daten in diesem Gebiet beginnend ab 2002 erhebt, standen erst 2010 genügend Daten zur Beantwortung der Anfrage zur Verfügung. Mit Datenstand vom 1. Oktober 2010 stellte es fest, dass im Zeitraum von 2002 bis 2009 auf dem Gebiet der Samtgemeinde Asse gegenüber dem der anderen Gemeinden des umgebenden Landkreises Wolfenbüttel auffällig häufig Leukämie- und Schilddrüsenkrebserkrankungen aufgetreten waren und dass ebenso im Zeitraum 2002 bis 2008 die Sterblichkeit durch Leukämieerkrankungen auffällig hoch gewesen war. Die Überschreitungswahrscheinlichkeiten, mit denen die ermittelten Fallzahlen unter Annahme des jeweiligen Erwartungswertes des Vergleichsgebietes zufällig erreicht würden, betragen für die Leukämieinzidenz 0,30 % (18 Fälle; 8,5 erwartet), für die Inzidenz des Schilddrüsenkarzinoms 0,08 % (12 Fälle; 3,9 erwartet) und für die Leukämiemortalität 0,86 % (11 Fälle; 4,7 erwartet). Ob diese Erhöhungen einen Bezug zur Asse haben, konnte nicht verifiziert werden.
Eine Folgeauswertung von 2016 zeigte, dass für die Jahre 2010 bis 2014 keine erhöhte Häufigkeit von Leukämien und Lymphomen mehr bestand, jedoch war Schilddrüsenkrebs weiterhin signifikant erhöht. Der Landkreis Wolfenbüttel beantragte deshalb 2018 eine weitere Auswertung für die Jahre 2015 bis 2019, die auch die SG Elm-Asse und die Gemeinde Dettum umfassen sollte. Der neue Bericht zeigte, dass in diesem erweiterten Gebiet keine erhöhte Häufigkeit von Schilddrüsenkrebs besteht. Auch in der früheren SG Asse wurde für die Jahre 2015 bis 2019 keine erhöhte Häufigkeit festgestellt. Eine weitere Beobachtung wird daher vom EKN nicht empfohlen.

## Untersuchungsausschuss
Im Landtag Niedersachsens beschäftigte sich ab 2009 auch ein Untersuchungsausschuss mit der Schachtanlage Asse II. Der Ausschuss sollte u. a. klären, was in der Asse eingelagert wurde und welche Kriterien für die Auswahl der Asse II als Forschungsstandort angelegt wurden. Im Oktober 2012 legte der Ausschuss seinen Abschlussbericht vor.